# جون أستل
جون أستل (بالإنجليزية: John Astle) (مواليد 31 مارس 1943) سياسي أمريكي من ماريلند وعضو في الحزب الديمقراطي. يشغل حاليا منصب عضو مجلس الشيوخ في ولايته الرابعة عن ولاية ماريلند ويمثل آن أروندل كاونتي وهي المقاطعة الثلاثين في ماريلند.
بعد خدمة عسكرية بلغت ثلاثين سنة تقاعد. تم استدعائه من التقاعد للخدمة العسكرية في عملية عاصفة الصحراء.